# Hyphessobrycon tropis
Hyphessobrycon tropis és una espècie de peix de la família dels caràcids i de l'ordre dels caraciformes.

## Morfologia
- Els mascles poden assolir 2,1 cm de llargària total.[5]

## Hàbitat
Viu a àrees de clima subtropical entre 21 °C - 26 °C de temperatura.

## Distribució geogràfica
Es troba a Sud-amèrica: conca del  riu Negro.